# Diaconessa
In diverse Chiese cristiane, la diaconessa è (o, in alcuni casi, era) una donna incaricata della cura dei malati e dei poveri, oltre che di taluni uffici liturgici.
La parola è di origine greca: è il femminile di diacono (greco διακονος, diakonos), che significa "servitore".

## Storia
È nella lettera ai Romani che compare il termine "diacono" applicato ad una donna: «Vi raccomando Febe, nostra sorella, diacono della Chiesa di Cencre» (16,1). Evidentemente, all'epoca della redazione della lettera (anni cinquanta del primo secolo d.C.), il termine era utilizzato in un contesto in cui i diversi ministeri all'interno delle chiese stavano ancora strutturandosi, e sarebbe metodologicamente inesatto riconoscere in questo termine il riferimento ad un diaconato inserito in una gerarchia ecclesiastica e teologicamente già definito (come, di fatto, a quell'epoca non esistevano certo un presbiterato o un episcopato come si potrebbero concepire oggi).
Fin dai primi secoli, le vedove erano beneficiarie di assistenza, ma erano anche impegnate nelle opere caritatevoli, occupando sia un ruolo attivo che uno passivo nella comunità. Tabita, "discepola di Gesù" impegnata in attività caritatevoli secondo il resoconto degli Atti degli Apostoli, era probabilmente una di esse.
Inoltre, poiché fino al Basso Medioevo il sacramento del Battesimo era amministrato per immersione, le diaconesse erano solite accompagnare le donne durante tale rito. È documentato che nel III secolo in Siria esistessero delle diaconesse che aiutavano il vescovo nel battezzare le donne. Un ruolo attestato anche nelle Costituzioni apostoliche del IV secolo, che parlano di un apposito rito di istituzione, distinto però da quello dei diaconi maschi.
Il termine "diaconessa" continuò ad essere usato lungo i secoli del primo millennio. Soprattutto tra i teologi cattolici, tuttavia, si discute se esso facesse riferimento ad un servizio puramente ministeriale o ad una vera e propria ordinazione. Di fatto il primo concilio di Nicea (325) affermò che 
(canone XIX)
Al contrario, il Concilio di Calcedonia del 451 avrebbe stabilito quanto segue: 
(canone XV)

## Nelle Chiese evangeliche
Diverse Chiese protestanti, soprattutto luterane e riformate, durante il Risveglio del XIX secolo hanno recuperato il ministero delle diaconesse, ricomprendendolo all'interno dei diversi ministeri istituiti all'interno delle Chiese (del resto, alcune chiese come quella anglicana o luterana ordinano donne non solo al diaconato, ma anche al presbiterato e all'episcopato).
Ispirandosi al modello di Elizabeth Fry, impegnata nell'assistenza ai carcerati, il pastore Theodor Fliedner fondò nel 1833 a Kaiserswerth la prima "Casa madre delle Diaconesse", donne nubili che si consacravano stabilmente all'assistenza (non retribuita) ai poveri. Da allora, l'opera delle diaconesse si diffuse in molte Chiese evangeliche in Europa, America e Medio Oriente.

### Nella Chiesa valdese
Anche la Chiesa Evangelica Valdese, la più antica esperienza protestante italiana, ha conosciuto l'istituzione di un'Opera delle Diaconesse. L'istituto nacque nell'ambito delle organizzazioni femminili evangeliche, nel 1901, quando venne creata, presso l'Ospedale Evangelico di Torino, una scuola di formazione diaconale femminile, la "Casa italiana delle Diaconesse", sul modello dell'istituto svizzero di Saint-Loup da cui provenivano le prime diaconesse impegnate nelle opere di assistenza della Chiesa Valdese.
(Dizionario biografico dei protestanti in Italia)
Le diaconesse valdesi erano impegnate nella direzione delle varie opere evangeliche in Italia, nella cura a domicilio e nella visita ai poveri e alle famiglie in difficoltà, negli ospedali evangelici di Torre Pellice, Pomaretto, Torino, Milano, Genova, Napoli e Palermo, nelle case di riposo di Luserna San Giovanni, San Germano Chisone e Vittoria, e in altre opere assistenziali.
Nel 1992, con il ritiro dall'attività dell'ultima diaconessa (suor Ermellina Pons), si concluse l'esperienza dell'istituto delle Diaconesse Valdesi sul modello degli istituti religiosi femminili cattolici.
L'ultima diaconessa italiana della Chiesa valdese muore nel 2015.
Oggi, invece, la Chiesa valdese riconosce il ministero diaconale femminile (come, d'altra parte, le donne possono essere elette al pastorato, al ruolo di anziano o a quello di moderatore della Tavola Valdese). Le diacone valdesi vengono ammesse a questo ministero dal Sinodo e vengono consacrate durante un culto pubblico, normalmente celebrato durante il Sinodo stesso. Le diacone si occupano soprattutto della visita agli ammalati e delle attività connesse alle opere assistenziali della Chiesa.

## Nelle Chiese ortodosse orientali
Nei libri liturgici delle Chiese ortodosse è tuttora inserito un antico rito di ordinazione delle diaconesse, che però generalmente è conservato nei testi come testimonianza di una prassi in disuso.
Conformemente a quanto prescritto dal Concilio di Nicea, durante l'ordinazione di una diaconessa non si compiva su di essa l'imposizione delle mani, a differenza di quanto avveniva per un diacono. Da questa differenza le Chiese orientali deducono che l'ordinazione del diacono fosse un vero e proprio sacramento (attuato per mezzo della imposizione delle mani), mentre l'ordinazione della diaconessa non fosse un sacramento.
L'ordinazione della diaconessa si svolgeva all'interno del santuario, come per gli ordini maggiori: la diaconessa stava inginocchiata su un ginocchio con la testa appoggiata all'altare e poi riceveva la comunione come i diaconi. Va specificato che nella Chiesa ortodosse potevano essere ammesse al diaconato solo le monache di almeno quarant'anni di età (Canone XV del Concilio di Calcedonia).
Oggi alcuni vescovi hanno ricominciato, seppur singolarmente, ad ordinare delle diaconesse, cosa possibile perché questo ordine nell'Ortodossia non è mai stato formalmente abolito. Celebre per questo fu san Nettario di Egina (XIX secolo), che ordinò diaconesse alcune monache del monastero da lui fondato e che lo assistevano diaconalmente nella liturgia pontificale.

## Nella Chiesa cattolica
Oggi la Chiesa cattolico-romana è propensa a pensare che si trattasse di un qualche ministero che non comportava la conformazione a Cristo tipica del sacramento dell'ordine. Infatti, il ruolo delle diaconesse, ad avviso dei teologi cattolici, era nato oltre che per l'assistenza ai poveri, anche per l'espletamento di alcuni riti sacramentali: in particolare, visto l'uso nelle prime comunità cristiane di battezzare per immersione, si riteneva più opportuno che fossero delle donne, non degli uomini, ad aiutare le donne ad immergersi nelle vasche battesimali. Le diaconesse non avrebbero quindi avuto compiti di predicazione o di guida di comunità. Infatti, invalso l'uso del battesimo dei fanciulli, le diaconesse scomparvero del tutto.
Non sono scomparse però del tutto alcune funzioni tipicamente diaconali nell'ordine delle certosine, benché non si parli di diaconesse. Le monache certosine, infatti, dopo la professione solenne o la donazione perpetua, possono essere consacrate vergini. Queste nel rito della consacrazione, ricevono dal vescovo, tra le altre insegne, il manipolo (che indossano sul braccio destro) e la stola (che indossano allo stesso modo dei sacerdoti) e che le abilita alla proclamazione liturgica del Vangelo in alcune occasioni, al canto dell'epistola nella loro messa monastica e del vangelo nell'Ufficio notturno (senza però usare il manipolo), oltreché alla distribuzione della Comunione. Il motivo di questa funzione diaconale residua è dovuta al fatto che l'unico cui è concesso di entrare nella chiesa monastica è il sacerdote celebrante.
L'ipotesi di ripristinare il diaconato femminile nella Chiesa cattolica è stata proposta in seguito al ripristino del diaconato permanente anche per uomini sposati, deciso dal Concilio Vaticano II.
Nel 1994, dopo il pronunciamento di papa Giovanni Paolo II, che, in risposta alle aperture anglicane del tempo, con la lettera Ordinatio sacerdotalis negava la possibilità per le donne di accedere al sacerdozio, era stato il cardinale Carlo Maria Martini, a parlare della possibilità di studiare l'istituzione del diaconato per le donne. Egli disse: «Nella storia della Chiesa ci sono state le diaconesse, possiamo pensare a questa possibilità». Ma, nel settembre 2001, l'allora prefetto della Congregazione per la dottrina della fede cardinale Joseph Ratzinger, insieme ai cardinali Jorge Medina Estévez (prefetto della Congregazione per il culto divino e la disciplina dei sacramenti) e Darío Castrillón Hoyos (prefetto della Congregazione per il clero) aveva firmato una breve lettera, approvata dal papa Giovanni Paolo II, nella quale si affermava che «non è lecito porre in atto iniziative che in qualche modo mirino a preparare candidate all'ordine diaconale». In realtà, in qualche diocesi si erano predisposti corsi di preparazione al diaconato per donne in mancanza di decisioni riguardo all'istituzione del medesimo diaconato femminile. Si osserva che il testo si riferisce all'ordine diaconale come sacramento e primo grado del sacerdozio, perché in senso lato alla dimensione della diaconia, cioè del servizio, sono chiamati tutti i fedeli, uomini e donne, e qualcuno la può assumere anche a tempo pieno.
La discussione sul diaconato femminile è proseguita. Nel 2003 la Commissione teologica internazionale ha affrontato il problema del diaconato femminile dal punto di vista storico e non ha escluso la possibilità di un suo ripristino. Il cardinal Walter Kasper, in un incontro della Conferenza episcopale tedesca, cui era stato invitato, aprì alla possibilità dell'istituzione delle diaconesse. In realtà, tra i possibilisti del diaconato femminile negli ultimi anni, figurano soprattutto i prelati tedeschi, da mons. Robert Zollitsch, arcivescovo emerito di Friburgo in Brisgovia ed ex presidente della Conferenza episcopale tedesca, a mons. Franz-Josef Bode, vescovo di Osnabrück e già presidente della commissione pastorale della stessa conferenza. Tedesca è anche la Netzwerk Diakonat der Frau, la rete per il diaconato femminile.
Papa Francesco nell'udienza del 12 maggio 2016 concessa in Vaticano all'Unione Internazionale delle Superiore Generali (UISG), in risposta alla domanda di una religiosa, aveva annunciato di voler istituire una commissione di studio sul diaconato femminile nella Chiesa primitiva per verificare se e come attualizzare quella forma di servizio, ritenendo che le diaconesse possano rappresentare «una possibilità per oggi». Si tratta della necessità per la Chiesa cattolica di valorizzare il ruolo della donna; per altro, questa valorizzazione, di cui il Papa ha parlato più volte, non va intesa come una forma di «clericalizzazione» delle donne.